# Дизнијеви речни бродови
Дизнијеви речни бродови су пароброди који возе на низу атракција које се налазе у Дизнијевим тематским парковима широм света.
Први је био речни брод Марк Твен, који се налази у тематском парку Дизниленд у Анахајму у Калифорнији, којим путници крећу на сликовито, 12-минутно путовање дуж Река Америке. Првобитно назван Марк Твен пароброд када је парк отворен 1955. године, величанствени речни брод био је први функционални речни брод који је изграђен у Сједињеним Државама за 50 година. Друге атракције Дизнијевог речног брода сада се појављују у Волт Дизнијевом свету, Токијском Дизниленду и Дизниленду у Паризу.

## Дизниленд Калифорнија
Путници чекају речни чамац од 150 тона, висине 8,5 м, дужине 32 м, који полази сваких 25 минута, унутар заштићеног подручја у Граничном подручју у парку. Простор за чекање подсећа на прави простор за утовар речних бродова, са испорукама терета који деле простор на доку. Историјске заставе Сједињених Држава истакнуте су на улазу у атракцију.
Након укрцавања у пароброд Марк Твен, путници се могу слободно кретати по њена три нивоа. Прамац доње палубе има столице. Горња палуба пружа видиковац за посматрање знаменитости током путовања. Кормиларница, где је стациониран капетан, налази се на горњој палуби. У доњем нивоу кормиларнице налазе се просторије за спавање и умиваоник како би се одржала илузија да је ово простор за становање капетана.
Капетан сигнализира одлазак и долазак Марка Твена користећи систем сирене и звона. Пошто речни брод путује дуж скривене шине водилице током вожње, капетан не маневрише бродом. Уместо тога, он служи као осматрач за други речни саобраћај, као што су кануи истраживача Дејвија Крокета и сплавови за Гусарску јазбину на острву Тома Сојера, и саопштава своја запажања инжењеру котла. Инжењер котла је смештен на доњој палуби према крми. Овде се налазе гас и рикверц. Одавде, инжењер котла контролише брзину и смер кретања речног брода унапред или уназад. Пара из котла се користи за погон лопатица које гурају пловило дуж његовог пута.
Путовање Рекама Америке око острва Тома Сојера садржи унапред снимљене навигационе команде Џима Ечисона и Питера Ренадеја. Капетана игра Дизнијев глумац Стивен Стентон, који говори о својим данима када је управљао речним бродом.
Марк Твен углавном почиње са пловидбом када се парк отвори. У данима када се изводи Фантазмик!, речни брод, који игра улогу у представи, затвара се неколико сати пре почетка представе. Иначе, Марк Твен ради и током вечери, користећи рефлектор на крову да осветли знаменитости, а последње путовање почиње отприлике 30 минута пре затварања парка.

### Историја
Парни брод Мисисипија био је укључен у планове за први Дизнијев забавни парк који је требало да буде изграђен преко пута његовог студија Волт Дизни у Бербанку, Калифорнија. Иако је овај парк напуштен у корист много већег Дизниленда, задржан је план да се направи атракција са паробродом.
Пошто је Марк Твен је био први функционални пароброд са точком изграђен у Сједињеним Америчким Државама у последњих 50 година, Дизнијеви дизајнери спровели су опсежно истраживање да га изграде као брод изграђен на врхунцу парних бродова. Дизајн је израдио Д.М. Калис, поморски архитекта, бивши поморски архитекта Todd Pacific Shipyards-а. Палубе су састављене у Дизнијевом студију у Бербанку, док је труп од 105 стопа изграђен у Todd Shipyards, Лос Анђелес Дивизија, Сан Педро, Калифорнија (где су делови Колумбије изграђени годинама касније).
Џо Фаулер, надзорник изградње Дизниленда и бивши адмирал морнарице, инсистирао је на стварању сувог дока за брод дуж онога што је постало Реке Америке. Волт Дизни, запрепашћен колико је земље заузето масивним ископавањем, назвао је суви док најпре "Џоова јама", а затим касније, "Фаулерова лука", назив који и данас носи. Дизни је остао присталица речног брода, финансирајући његову изградњу из својих личних средстава када је корпоративно финансирање изостало.
Првог дана „испуњавања реке“, вода упумпана у Реке Америке натопљена је коритом реке. Фаулер је пронашао залихе глине да замени стабилизатор тла који се користи за облагање реке, и други дан „испуњавања реке“ је био успешан.
Марк Твен је имао своје прво путовање 13. јула 1955. године, четири дана пре отварања парка, за приватну забаву којом се славила 30. годишњица брака Волта и Лилијан Дизни. Пре забаве, док је Фаулер проверавао да ли ће све бити спремно за 300 позваних гостију, затекао је Лилијан како чисти палубе и помогао јој је.
Дан отварања Дизниленда донео је додатне проблеме Марку Твену. Глумица Ајрин Дан, звезда филма Show Boat, имала је проблема да разбије флашу воде (из неких великих америчких река) о прамац брода за његово крштење. Током првог званичног путовања, када се публика преселила на једну страну брода да види сцену једног индијанског логора, брод се нагнуо, а вода излила преко палубе, јер нико није одредио максималан безбедан путнички капацитет. Овај превид је довео до тога да се Марк Твен умало преврнуо на путовању неколико дана касније. Парк је одмах успоставио максимални капацитет од 300 путника, који је остао на снази и данас.
После тешког почетка, Марк Твен је имао успешну 69- годишњу каријеру као атракција тематског парка. Током првих неколико година рада, путници су могли да купе безалкохолни напитак од менте на броду или да слушају како играчи дама понављају дијалог из тог доба. Повремено би Дизниленд бенд свирао на прамцу доње палубе како би забавио и путнике и посетиоце тематског парка на обалама реке.
Марк Твен је био подвргнут великом реновирању током пролећа 1995. године, током којег су замењене палубе и котао.
Дана 24. септембра 1995. одржано је прво и једино венчање у Дизнијевој земљи фантазија, до данас, које је одржано на атракцији, у тематској одећи. Пар из округа Оринџ, Кевин и Патриша Саливан, разменили су завете на прамцу чамца док је кружила Рекама Америке. Младожењин отац Ед Саливан, 50-годишњи Дизнијев ветеран, донирао је класични костим Марка Твена за церемонију која се дешава једном у животу. Пар је запечатио своје завете повлачењем бродских парних звиждаљки. Са врха највише палубе, пар је пустио ужад, развијајући преко крме заставу величине брода "Управо венчани".
Када су реке Америке исушене 2002. године, примећено је да је брод имао значајна оштећења трупа. Подвргнут је реконструкцији 2004. године, ради поправке трупа, што је укључивало и замену кобилице.  За прославу 50. годишњице парка 2005. године, на речном броду је примењена нова, шаренија боја.
Дана 11. јануара 2016. пароброд Марк Твен, заједно са другим атракцијама дуж Река Америке, привремено је затворен због изградње Ратова звезда: Ивица галаксије. Ове атракције су поново отворене 29. јула 2017.

## Свет Волта Дизнија
Тематски парк Магично краљевство у Беј Лејку на Флориди има атракцију Речни брод на Тргу Либерти, у којој је брод назван Либерти Бел. Ова вожња је слична оној у Дизниленду у којој чамац путује око острва Тома Сојера и има сликовит поглед на парк.

### Адмирал Џо Фаулер
Једно време Магично краљевство је садржало два речна брода: Адмирал Џо Фаулер, названог по надзорнику изградње Дизниленда, и Ричарда Ф. Ирвин, по имену извршног директора Дизнијевих истраживача. Адмирал Џо Фаулер је служио од 2. октобра 1971, дан након отварања парка, до јесени 1980, када је пензионисан после мање од десет година рада када је уништен при паду са дизалице на суви док.

### Либерти Бел
Ричард Ф. Ирвин је кренуо 20. маја 1973. године, али је 1996. преименован у Либерти Бел, након што је све осим трупа, котла и мотора скинуто, а потпуно нова надградња је направљена од алуминијума и винила.  Године 2018. Либерти Бел је потпуно ремонтован са потпуно новим котлом. 

## Дизниленд Париз
Област Гранично подручје у Дизниленд парку има јединствену дистинкцију у којој се налазе два речна брода, Марк Твен и Моли Браун. Сваки речни брод садржи снимљени разговор између капетана и Марка Твена или Моли Браун. 
- Марк Твен је заснован на оригиналном речном чамцу из парка Анахајм, пароброду са точком.
- Моли Браун, названа по преживелој са Титаника Моли Браун. Овај чамац једини има бочни точак у Дизнијевом парку.

Дана 16. маја 2005. године, мотор Моли Браун прегрејао се током вожње. Иако није било видљиве ватре, дим је оштетио брод и његове моторе, чинећи га непокретним. Мотор је био тешко оштећен и брод је био ван погона неколико месеци, док је Марк Твен-ово реновирање на сувом доку било завршено.
У септембру 2005. Моли Браун је премештена на суви док, а у марту 2006. Марк Твен је наставио са радом са пристаништа. Обнова брода Моли Браун коначно је почела, а завршена је крајем априла 2007. године.
Упркос реконструкцији, Моли Браун је морала да буде поново изграђена 2010. године од нуле. 25. марта 2011. поново је почела са радом, са новим снимком говора Моли Браун на енглеском, који је некада био на француском. Марк Твен није радио од 2011. године и већину тог времена провео је у сувом доку.

## Токијски Дизниленд
Токијски Дизнилендски речни брод Марк Твен је толико велики да се по закону мора регистровати. Као његова матична лука је наведен Урајасу. Парне машине које се користе на овом речном броду су са сада уништеног речног брода Адмирал Џое Фаулер у Магичном краљевству. 

## Техничке крактеристике
Речни чброд Марк Твен сагорева биодизел гориво у свом котлу, загревајући воду у пару, која се води до два клипа који окрећу точак са лопатицама. Истрошени издувни гасови се затим враћају назад у котао. Речни брод се води кроз реке Америке преко шине, која је скривена испод зелене и смеђе обојене воде. 

### Фусноте
1. ↑  Strodder, Chris (2017). The Disneyland Encyclopedia (3rd изд.). Santa Monica Press. стр. 311–312. ISBN 978-1595800909.
2. ↑  Todd Pacific Shipyards Corporation, Los Angeles Division. Long-Range Facilities Plan. Contract MA-8O-SAC-O1O29 (Извештај). 31. 7. 1981. Архивирано из оригинала 23. 06. 2015. г. Приступљено 14. 12. 2021.
3. ↑  Wadley, Carma (21. 10. 2005). „Man who sank the Mark Twain”. Deseret Morning News. Архивирано из оригинала 21. 07. 2012. г. Приступљено 2006-10-16.
4. ↑  „Mark Twain Riverboat”. RideRefurbs.com. 4. 2. 2004. Архивирано из оригинала 19. 9. 2006. г. Приступљено 2006-10-18.
5. ↑  Eades, Mark. „After more than a year away, Disneyland debuts updated 'Fantasmic!' river show”. OCRegister.com. The Orange County Register. Приступљено 20. 7. 2017.
6. ↑  „Admiral Joe Fowler and Richard F. Irvine Riverboats”. Walt Dated World. Архивирано из оригинала 5. 3. 2017. г. Приступљено 19. 5. 2017.
7. ↑  Kirk, Kristen (26. 12. 2012). „The Magic Kingdom's Liberty Belle Riverboat”. Walt Disney World For Grownups. Архивирано из оригинала 10. 3. 2016. г. Приступљено 3. 2. 2018.
8. ↑  Wicks, K.S. (29. 4. 2015). „The Story of the Liberty Belle”. WDWRadio. Архивирано из оригинала 2. 3. 2019. г. Приступљено 18. 3. 2019.
9. ↑  „This Is Why You Never See Mosquitoes at Disney World”. ph.news.yahoo.com (на језику: енглески).
10. ↑  Kondolojy, Amanda (3. 1. 2018). „7 Confirmed Refurbishments Coming Soon to Walt Disney World (January 2018)”. Theme Park Tourist. Архивирано из оригинала 18. 3. 2019. г. Приступљено 18. 3. 2019.
11. ↑  Soberman, Matthew (22. 12. 2018). „PHOTOS, VIDEO: Liberty Square Riverboat Returns, Burning Cabin Restored at the Magic Kingdom”. WDW News Today. Архивирано из оригинала 18. 3. 2019. г. Приступљено 18. 3. 2019.
12. ↑  „Thunder Mesa Riverboat Landing”. DLRP Magic. Приступљено 2006-10-16.
13. ↑  Sim, Nick. „10 Abandoned Disney Attractions that are "Standing but not Operating"”. themeparktourist.com. Theme Park Tourist. Приступљено 21. 10. 2014.[мртва веза]